# Megalophasma granulatum
Megalophasma granulatum är en insektsart som beskrevs av Wen-Xuan Bi 1995. Megalophasma granulatum ingår i släktet Megalophasma och familjen Diapheromeridae. Inga underarter finns listade i Catalogue of Life.